# 岩本悠
岩本 悠（いわもと ゆう、1979年9月25日 - ）は、日本の教育活動家。一般財団法人地域・教育魅力化プラットフォーム代表理事。文部科学省中央教育審議会の委員も務める。

## 経歴
東京都生まれ。学生時代にアジア・アフリカ20か国の地域開発現場を巡り、その体験を基に『流学日記』を出版し、印税でアフガニスタンに学校を建設した。
東京学芸大学教育学部を卒業後、ソニー株式会社に勤務し、人材育成、組織開発、社会貢献事業に従事した。2007年より島根県隠岐郡海士町で、隠岐島前高校の魅力化プロジェクトを推進。このプロジェクトにより、隠岐島前高校は、2010年に第一回観光甲子園グランプリ（文部科学大臣賞）、2012年に第一回キャリア教育推進連携表彰（文部科学省・経済産業省）、2013年に第一回プラチナ大賞（総務大臣賞）、2014年に第二十九回教育奨励賞優良賞（時事通信社）を受賞した。
2015年から島根県教育庁及び地域振興部（2019年より政策企画局）の特命官として、教育と地域の人づくりに従事。2017年には一般財団法人地域・教育魅力化プラットフォームを設立。全国の高校魅力化や地域みらい留学を推進している。
また、内閣官房、内閣府、経済産業省、文部科学省などの国の審議会・検討会にも委員として参画している。

## 著書・共著
『流学日記』 文芸社、2003年（文庫版：幻冬舎）
『こうして僕らはアフガニスタンに学校をつくった』 河出書房新社、2005年
『未来を変えた島の学校－隠岐島前発ふるさと再興への挑戦』 岩波書店、2015年
『地域協働による高校魅力化ガイド－社会に開かれた学校をつくる』 岩波書店、2019年

## 主な受賞歴
2012年 第一回キャリア教育推進連携表彰（文部科学省・経済産業省）
2012年 「日本を立て直す100人」（朝日新聞出版・AERA）選出
2013年 第一回プラチナ大賞（総務大臣賞）
2014年 第二十九回教育奨励賞優良賞（時事通信社）
2016年 第一回特別ソーシャルイノベーター最優秀賞（日本財団）
2018年 日本クリエイション大賞 教育文化貢献賞
2019年 地域再生大賞 第10回記念賞（法人として）

## 主な役職
一般財団法人地域・教育魅力化プラットフォーム 代表理事
島根県教育庁 教育魅力化特命官（2015年～2025年）

## 審議会等委員歴
内閣官房 まち・ひと・しごと創生本部 人材・組織の育成及び関係人口に関する検討会（2019年）
内閣府 総合科学技術・イノベーション会議 教育・人材育成ワーキンググループ（2021年）
経済産業省 産業構造審議会 教育イノベーション小委員会（2021年）
総務省 地域力創造アドバイザー（2023年～）
文部科学省 中央教育審議会 委員（2025年～）